# Старое Янчино
Старое Янчино (бел. Старое Янчына) — деревня в Борисовском районе Минской области Беларуси. Входит в состав Моисеевщинского сельсовета.

## География
Деревня находится в северо-восточной части Минской области, на левом берегу реки Схи, при автодороге Н-8081, на расстоянии приблизительно 15 километров (по прямой) к северо-востоку от города Борисов, административного центра района. Абсолютная высота — 177 метров над уровнем моря. Площадь населённого пункта — 0,3216 км².

## История
Деревня Янчин известна с XVII века. В середине XIX века была разделена на две деревни: Янчин Старый и Янчин Новый. В 1897 году входила в состав Борисовского уезда Минской губернии, насчитывался 31 двор и 215 жителей.
По состоянию на 1909 год, в Янчине Старом имелось 42 двора и проживало 266 человек. В административном отношении деревня входила в состав Зачистской волости.
До 30 октября 2009 года деревня входила в состав Бродовского сельсовета.

## Население
По данным переписи 2019 года, в деревне проживало 35 человек.
| Год  | Население, человек |
| ---- | ------------------ |
| 1800 | 248                |
| 1897 | ↘ 215              |
| 1909 | ↗ 266              |
| 1917 | ↘ 220              |
| 1926 | ↗ 244              |
| 1960 | ↗ 287              |
| 1988 | ↘ 95               |
| 2008 | ↘ 47               |
| 2009 | ↘ 33               |
| 2019 | ↗ 35               |